# 酒類製造免許
酒類製造免許（しゅるいせいぞうめんきょ）とは、日本の酒税法（昭和28年法律第6号）により定められている酒の製造ができる免許。通称酒造免許。製造する品目ごとかつ製造場ごとに所轄の税務署長から免許が交付される。
酒税法上の名称は「酒類の製造免許」といい、酒類の製造免許を受けた者を「酒類製造者」という（酒税法第7条）。同法に定める製造免許として他にもろみ・酒母の製造免許である「酒母等の製造免許」がある（酒税法第8条）。
酒税を円滑に納付させることを目的とした制度であるが宗教儀式のために少量を製造する場合にも必要である。ただし、神社などの濁酒など販売を目的とせず、伝統文化的価値の大きいものなどは、構造改革特区の申請により酒税法の適用外になることもある。

## 法的根拠
酒類を製造しようとする場合、酒税法第7条の以下の条文の規定により、製造しようとする酒類の品目別かつ製造場ごとに所轄税務署長の免許を受ける必要がある。

第七条　酒類を製造しようとする者は、政令で定める手続により、製造しようとする酒類の品目（第三条第七号から第二十三号までに掲げる酒類の区分をいう。以下同じ。）別に、製造場ごとに、その製造場の所在地の所轄税務署長の免許（以下「製造免許」という。）を受けなければならない。ただし、酒類の製造免許を受けた者（以下「酒類製造者」という。）が、その製造免許を受けた製造場において当該酒類の原料とするため製造する酒類については、この限りでない。
—酒税法第7条

## 法定製造数量
酒税法第7条第2項において、種類別に1年あたりの最低製造見込数量（法定製造数量）が定められている。免許取得後1年間に製造しようとする見込数量がこれに達しない場合は、免許を受けられない。また、実際の製造数量がこれを3年間下回ると、免許取り消しとなる。ただし、法令解釈通達によれば薬用酒を製造する場合は以下の法定製造数量を満たしているものとみなされる。
| 酒類             | 法定製造数量 （キロリットル） |
| ---------------- | ----------------------------- |
| 清酒             | 60                            |
| 合成清酒         | 60                            |
| 連続式蒸留焼酎   | 60                            |
| 単式蒸留焼酎     | 10                            |
| みりん           | 10                            |
| ビール           | 60                            |
| 果実酒           | 6                             |
| 甘味果実酒       | 6                             |
| ウイスキー       | 6                             |
| ブランデー       | 6                             |
| 原料用アルコール | 6                             |
| 発泡酒           | 6                             |
| その他の醸造酒   | 6                             |
| スピリッツ       | 6                             |
| リキュール       | 6                             |
| 粉末酒           | 6                             |
| 雑酒             | 6                             |

構造改革特別区域法（平成14年法律第189号）の規定により以下に該当する場合、上記の法定製造数量は適用されない。
- 「酒類を自己の営業場において飲用に供する業」を営む農業者が特区内の自己の酒類製造場で「濁酒」又は「果実酒」を製造しようとする場合
- 地方公共団体の長がその地域の特産物として指定した農産物、水産物又は加工品を原料として「単式蒸留焼酎」を製造しようとする場合
- 特区内において、単式蒸留焼酎の製造免許を受けた者が、その製造場において、特産農産物等を原料の全部又は一部として「原料用アルコール」を製造しようとする場合

## 免許の種類
免許は種類別、品目別になっている。免許を受けた品目と異なる品目の酒類を製造しようとするときは、改めてその品目の免許を受ける必要がある（例えば、ウイスキーの免許でブランデーを造ることはできない）。
酒造メーカーや大学などで研究のために製造する際に設定された試験酒類製造免許があり、法定製造数量の制約を受けないが、販売できず有効期間や種類に制約がある。
清酒・合成清酒や単式蒸留焼酎・連続式蒸留焼酎・原料用アルコールの酒類製造免許を新たに取得できるのは、既存の製造者が、企業合理化を図るため新たに製造場を設置して製造しようとする場合等に限られており、新規参入は制限されている。新規参入には、休廃業した酒造会社を買収し酒蔵の免許を移転する方法が使われる（北海道の上川大雪酒造の例）。2021年には海外への輸出を後押しするため、輸出用清酒製造免許が設定された。第1号は福島県のねっかに交付された。

## 罰則
酒類製造免許を受けないで酒類を製造した者（未遂犯を含む）は、酒税法第54条の規定に基づき、10年以下の懲役又は100万円以下の罰金が科される。

第五十四条 第七条第一項又は第八条の規定による製造免許を受けないで、酒類、酒母又はもろみを製造した者は、十年以下の懲役又は百万円以下の罰金に処する。
２前項の犯罪に着手してこれを遂げない者についても、同項と同様とする。
３前二項の犯罪に係る酒類、酒母又はもろみに対する酒税相当額（酒母又はもろみについては、その他の醸造酒とみなして計算した金額）の三倍が百万円を超えるときは、情状により、前二項の罰金は、百万円を超え当該相当額の三倍以下とすることができる。
４第一項又は第二項の犯罪に係る酒類、酒母、もろみ、原料、副産物、機械、器具又は容器は、何人の所有であるかを問わず没収する。
５第一項又は第二項の行為に係る酒類については、当該酒類を製造した、又は製造に着手してこれを遂げない者から、直ちにその酒税を徴収する。ただし、前項の規定により没収された酒類には、酒税を課さない。
６第一項又は第二項の行為に係る酒母又はもろみはその他の醸造酒とみなし、当該酒母又はもろみを製造した者から、直ちにその酒税を徴収する。ただし、第四項の規定により没収された酒母又はもろみには、酒税を課さない。
—酒税法第54条